# Alvania rosana
Alvania rosana är en snäckart som beskrevs av Bartsch 1911. Alvania rosana ingår i släktet Alvania och familjen Rissoidae. Inga underarter finns listade i Catalogue of Life.